# Hidrólise enzimática
Uma hidrólise enzimática consiste numa reação química catalisada por uma enzima (uma hidrolase) que utiliza água (H2O) para quebrar uma molécula em duas outras moléculas. Um dos produtos da reação catalisada receberá um grupo OH-, enquanto que o outro produto da reação receberá um cátion de hidrogénio. 